# Скаришев
Скаришев (пољ. Skaryszew) град је у Пољској у Војводству мазовском. По подацима из 2012. године број становника у месту је био 4285.

## Становништво
| 2012. |
| ----- |
| 4.285 |